# Турино-Міланський часослов

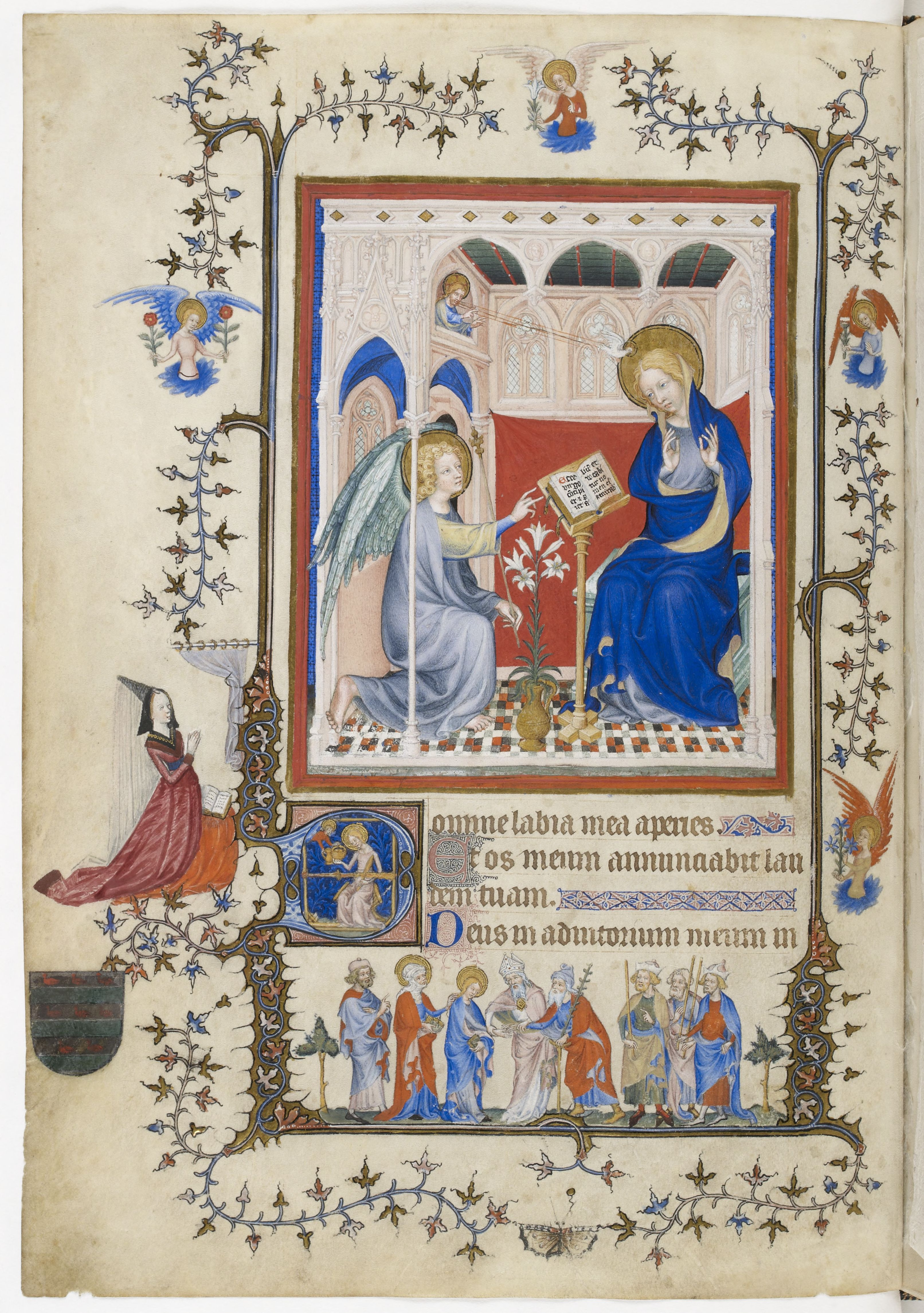
Благовіщення, Турино-Міланський часослов, fol. 2

Турино-Міланський часослов (спершу знаний як «Прекрасний часослов Діви Марії») — неповний ілюмінований рукопис кінця XIV — початку XV століть, попри свою назву є не зовсім часословом; має виняткову якість і значення, з дуже складною історією під час і після створення. Містить декілька мініатюр виконаних близько 1420 року Яном ван Ейком, його братом Губертом ван Ейком, чи художником тісно з ними пов'язаним. Частина аркушів рукопису, що знаходились в Турині, була знищена під час пожежі в 1904 році і збереглась тільки у чорно-білих фотографіях.

## Історія часослова
Манускрипт був замовлений близько 1380-90-х років, можливо, герцогом Жаном Беррійським, братом французького короля Карла VI і провідним замовником ілюмінованих рукописів у ті часи. Відомо, що герцогу рукопис належав у 1413 році, в його інвентарі він описаний як «… прекрасний часослов нашої Діви Марії, написаний витонченими великими літерами». Інший вірогідний замовник — дядько короля і герцога Людовик II де Бурбон.
Схоже, рукопис був від початку задуманий як поєднання часослова, молитовника і міссалу, що було дуже незвичним, і всі його частини мали бути щедро ілюстрованими. Перший художник, який працював над манускриптом, був названий мистецтвознавцем М. Міссом за головним його твором Майстром Нарбоннського параману — вівтарного антепендіуму, що нині зберігається в Луврі. Після деякої перерви робота над оформленням часослова продовжилася в 1405 році, але до 1413 року часослов не був завершений. Герцог Беррійський подарував манускрипт своєму скарбнику і бібліотекарю Робіне д'Етампу, який розділив його на окремі фрагменти, і залишив у себе більшу частину книги годин з ілюстраціями. Вона залишалася в родині д'Етамп до XVIII століття, потім перебувала протягом понад сто років у Ротшильдів, а з 1956 року знаходиться в Національній бібліотеці в Парижі (MS: Nouvelle acquisition latine 3093). Ця частина часослова складається з 126 аркушів з 25 мініатюрами, створеними близько 1409 року, три з яких приписують братам Лімбургам, однак не всі історики мистецтва згодні з такою атрибуцією: Герхард Шмідт сумнівається, що Ерман і Жан Лімбурги в 1405—1409 роках служили при дворі герцога Беррійського, і що три мініатюри з «Прекрасного часослова Діви Марії» створені ними.
Друга частина книги, не прикрашена ілюстраціями, опинилася у власності представників Баварсько-Голландського дому — можливо, це був або Іоанн Баварський, або Вільгельм IV, який був одружений з племінницею Жана Беррійського Маргаритою Бургундською. Ця частина рукопису була оформлена вже художниками нового покоління в іншому стилі. Пізніше вона належала герцогу Савойському, який розділив манускрипт ще на дві частини. Одну частину (93 аркуші, 40 мініатюр) в 1720 році Віктор-Амедей II Савойський передав у бібліотеку Туринського університету, відтоді часослов став називатися Туринським. 1902 року Поль Дюр'є, що відновив історію часослова, здійснив факсимільне видання частини рукопису з Національної бібліотеки в Турині (Heures de Turin. Quarant-Cinq feuillets a provenant des tres belles heures de Jean de France duc de Berry. Paris). 1904 року вона загинула при пожежі в Національній бібліотеці, і тільки завдяки виданню 1902 можна мати уявлення про мініатюри, які її прикрашали.
Ще одна частина часослова, що належала Савойському дому, на початку XIX століття потрапила в Мілан в зібрання князя Тривульціо і отримала назву Міланський часослов. З 1935 року вона зберігається в міському музеї Турина. Поль Дюр'є визначив, що Туринський і Міланський часослови — частини одного рукопису, він же першим припустив, що над манускриптом працювали брати Ян і Губерт ван Ейк.
Від Туринської частини, можливо в XVII столітті, було відокремлено вісім аркушів. З них чотири з п'ятьма мініатюрами, створеними на ранньому етапі оформлення часослова, знаходяться в Кабінеті малюнків Лувру (RF 2022—2025). Один аркуш з мініатюрами, що належить до пізньої фази роботи над рукописом і походить з бельгійської приватної колекції, був придбаний в 2000 Музеєм Пола Гетті. Сума угоди, за деякими припущеннями, склала мільйон доларів США.

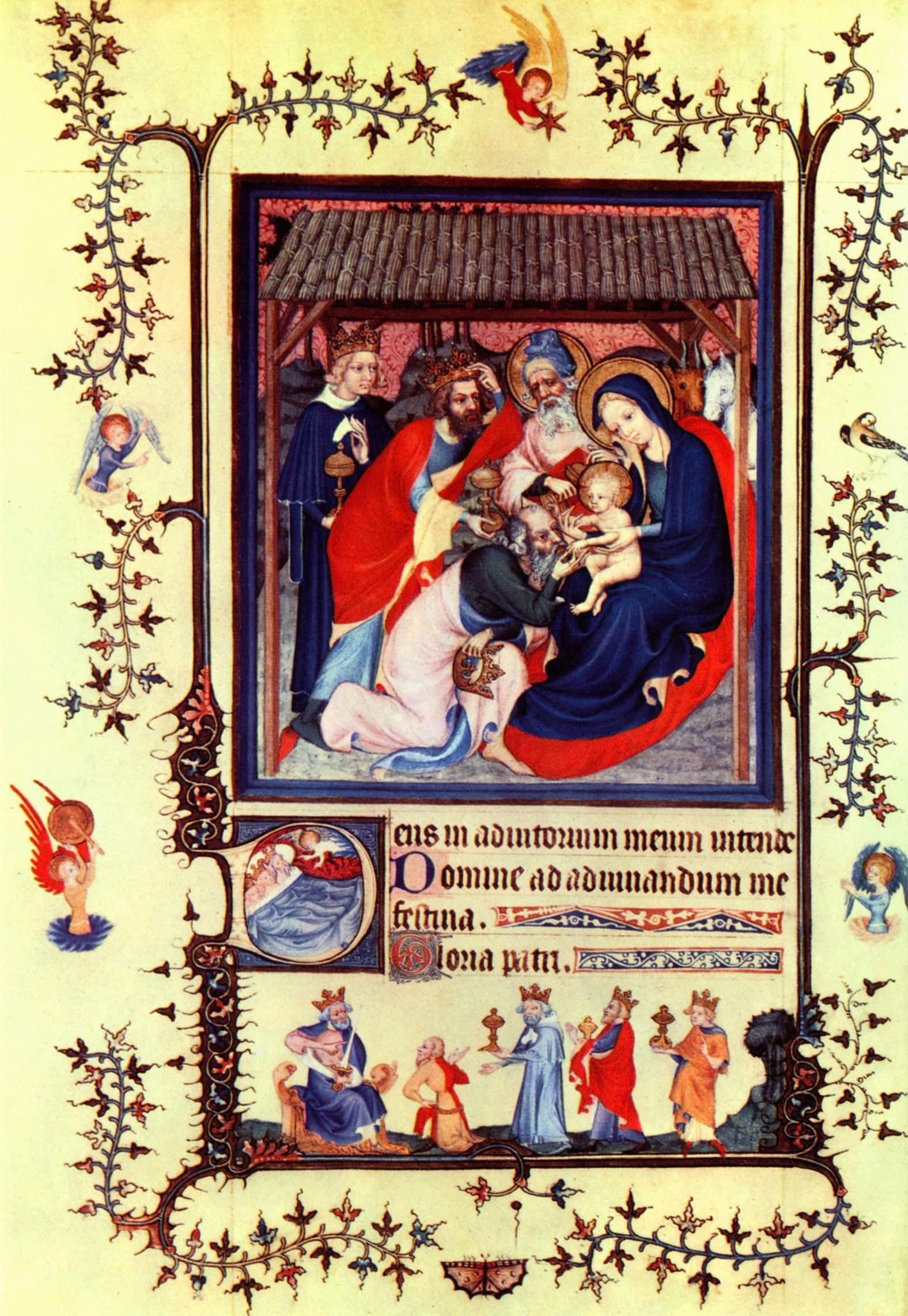
Майстер Нарбоннського парамана чи його коло. Поклоніння волхвів. Національна бібліотека. Париж.

## Мініатюри і декор
Розмір сторінок становить приблизно 234 × 203 мм. Майже всі ілюстровані сторінки містять велику мініатюру, розташований під нею текст (чотири рядки) і ще нижче — малу мініатюру, так звану «ногу сторінки» (фр. bas-de-page). Часто мала мініатюра зі сценою з сучасного життя тематично пов'язана з головним зображенням на сторінці. Текстове поле прикрашене ініціалами (квадрат, в який вписана маленька сюжетна картинка). За деякими винятками ілюстрації обрамлені стилізованим листям — типовим для початку XIV століття декором. На сторінках, робота над якими проходила на більш ранньому етапі, поля прикрашені фігурами ангелів, зображеннями тварин і птахів. Часто bas-de-page і головна мініатюра в межах однієї сторінки, як, наприклад, на аркуші, що зберігається в музеї Гетті, виконувалися різними художниками. Те ж можна сказати про обрамлення мініатюр й ініціали.
Єдиний виняток у програмі обрамлень — сторінка з мініатюрою «Virgo inter virgines». Її декор виконаний в багатшому стилі середини XV століття (найраніше в 1430-ті роки) і закриває попереднє обрамлення, яке частково соскоблене (можливо, тому що воно містило портрет попереднього власника часослова).
Ймовірно, спочатку в «Прекрасному часослові Діви Марії» була 31 ілюстрована сторінка (замість нинішніх 27). Разом з 40 туринськими, 28 міланськими, 5 луврськими і 1 мініатюрою з Музею Гетті вони становлять 105 ілюмінованих сторінки, що є близьким до 131 ілюстрації Розкішного часослова герцога Беррійського, робота над яким також тривала багато десятиліть.